# 204. brigada HV
204. brigada Hrvatske vojske, zvana još i vukovarska, legendarna je brigada Hrvatske vojske čiji su pripadnici branili grad Vukovar u Domovinskom ratu (Bitka za Vukovar). Brigada je ustrojena 25. rujna 1991. od pripadnika manjih postrojbi: od desetine, voda i satnije sastavljenih od Vukovaraca te dragovoljaca iz cijele Hrvatske i iz iseljeništva. U službenim dokumentima Ministarstva obrane RH brigada se još naziva i 124. brigadom HV-a, a njezin prvi zapovjednik bio je Mile Dedaković-Jastreb.

## Ratni put
Brigada je imala 1803 vojnika, a tijekom rata kroz nju je prošlo oko 3600 vojnika.
Brigada je uništila oko 400 tenkova i oklopnjaka, 25 letjelica, te iz stroja izbacila oko 15 000 neprijateljskih vojnika.
U svakodnevnim borbama bilo je oko 770 pripadnika.

## Gubitci
Tijekom Domovinskog rata u obrani Vukovara poginulo oko 600 pripadnika, a sveukupno ih je poginulo 921 pripadnika. Dok je 770 pripadnika bilo ranjeno, a više od 1 500 pripadnika je bilo zarobljeno. Tijekom opsade u Vukovaru je poginulo oko 3 000 civila, a 540 se još vode kao nestali.

## Zapovjednici
- 25. rujna 1991. - listopad 1991. - Mile Dedaković - Jastreb
- listopad 1991. - studeni 1991. - Branko Borković - Mladi Jastreb